# Tadrart Acacus
Tadrart Acacus (du tamazight, en arabe : تادرارت عكاكس, « Collines du Bivouac » en français) désigne un relief du sud-ouest de la Libye. Celui-ci abrite notamment un important ensemble de sites d'art rupestre représentant hommes et animaux au cours de la dernière période pluviale du Sahara, aujourd'hui disparus.

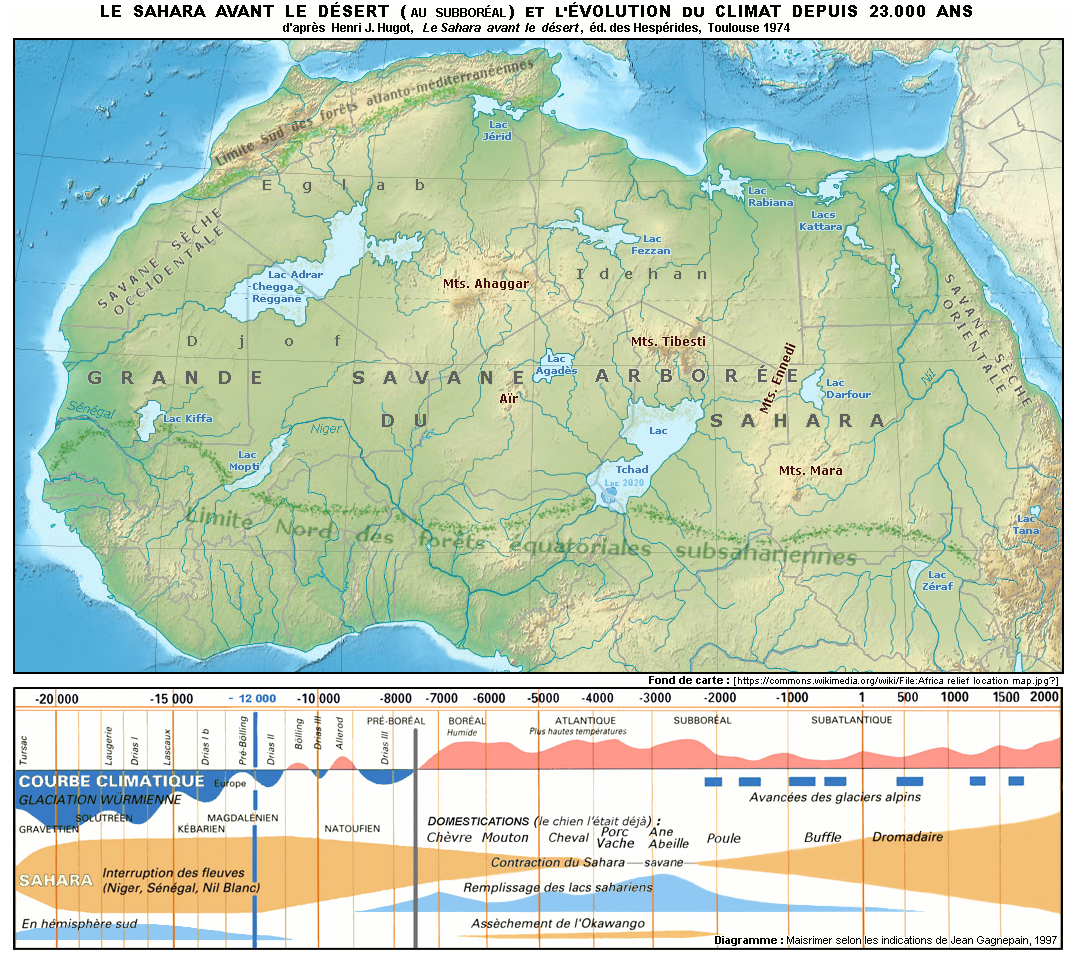
Le « Sahara vert », : la végétation était de type savane arborée et la faune, attestée par les restes fossiles et l'art rupestre, comprenait des autruches, des gazelles, des girafes, des bovins, des rhinocéros, des éléphants, des hippopotames, des crocodiles…

## Situation
Le Tadrart Acacus est situé près de la ville de Ghat, non loin de la frontière algérienne et du Tassili n'Ajjer. Il présente une grande variété de paysages, des dunes colorées aux arches (d'Afazedjar et de Tin Khlega), gorges, falaises et sommets. La zone est depuis deux millénaires l'une des plus arides du monde, mais on y trouve quelques végétaux tels les calotropis.

## Description
Des milliers de peintures et gravures rupestres ont été recensées dans et autour du massif. Elles sont datées d'environ 12000 av. J.-C. à 100 apr. J.-C. et représentent des girafes, éléphants, autruches, chameaux et chevaux. Des figures humaines sont également dessinées dans ce qui semble être des scènes de la vie quotidienne ou sociale : chasse, pâturage, danses, chants…

## Invention du laitage
Le site a livré un tesson, daté au carbone 14 d'environ 4500 av. J.-C., de la plus ancienne céramique connue à ce jour en Afrique, ayant, d'après les analyses biochimiques, servi à recueillir le lait fermenté d'un bovin.

## Protection
Les sites rupestres du Tadrart Acacus ont été inscrits sur la liste du patrimoine mondial de l'Unesco en 1985.

## Destruction islamiste
En avril 2014, dans leur intention d'effacer toute trace des cultures anté-islamiques, démoniaques à leurs yeux, des djihadistes salafistes s'en sont pris aux peintures, les effaçant à l'aide de détergents, ou martelant les représentations.

## Galerie

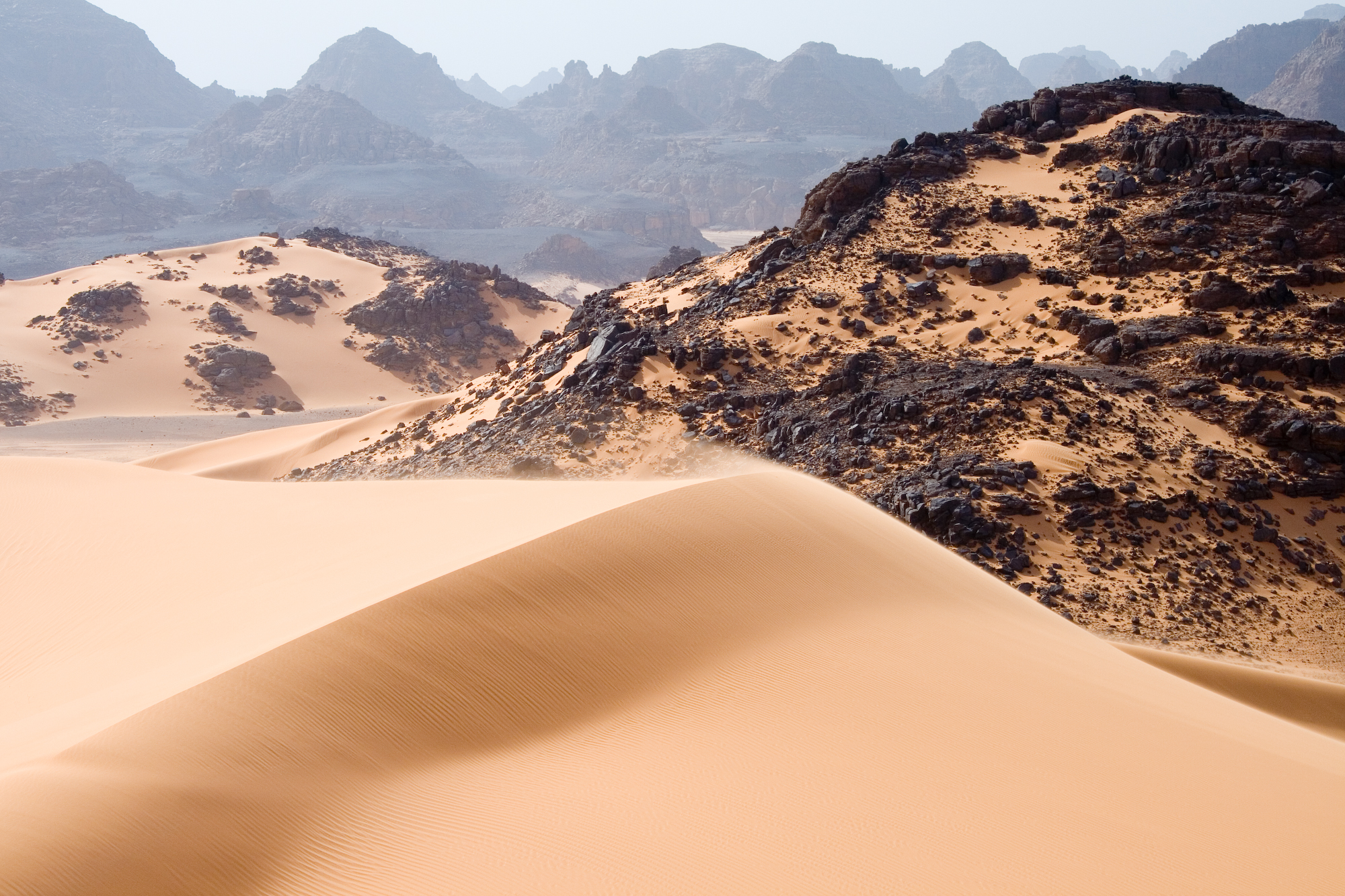
Le Tadrart Acacus dans le sud-ouest de la Libye
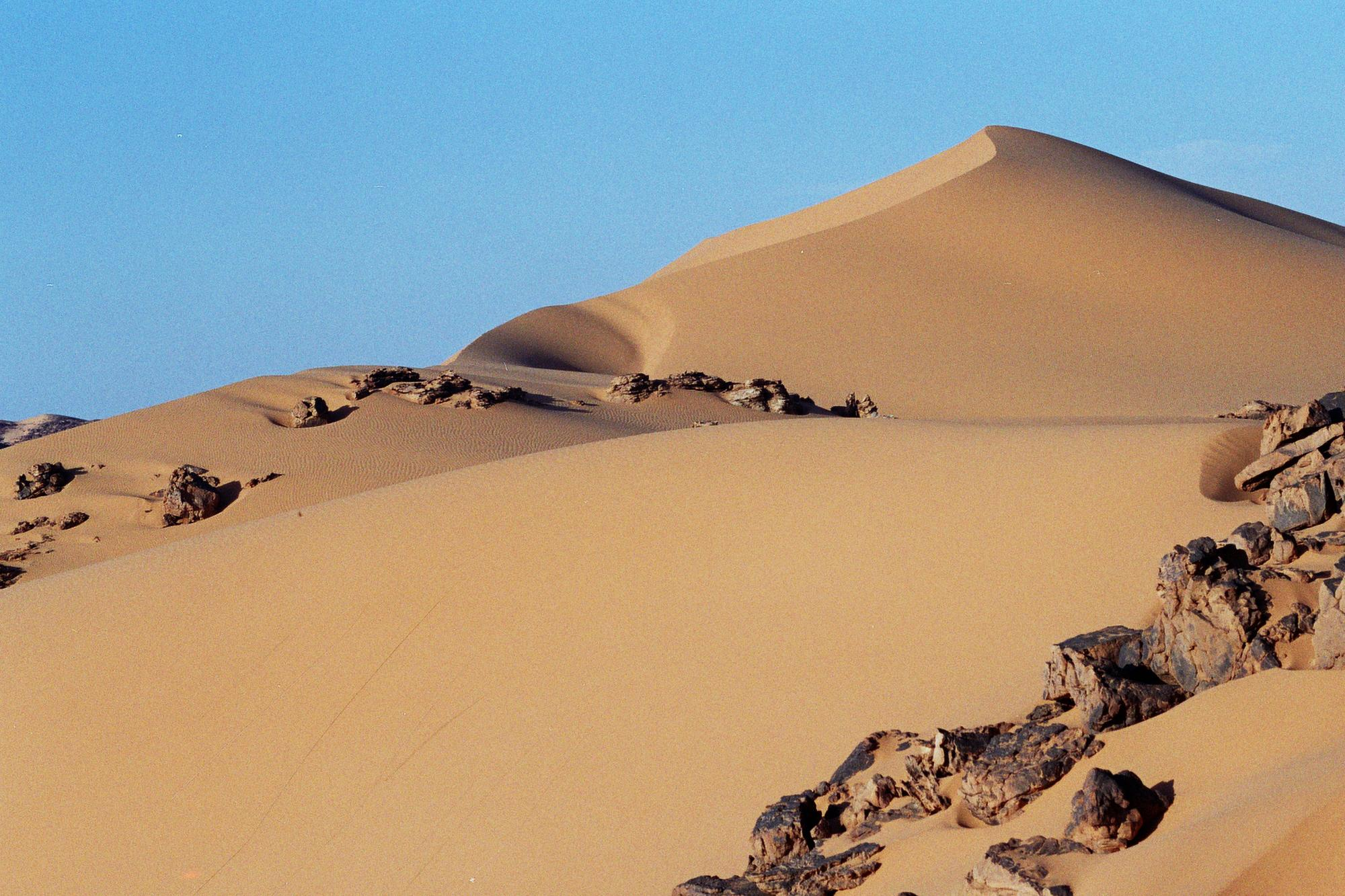
Le désert d'Acacus
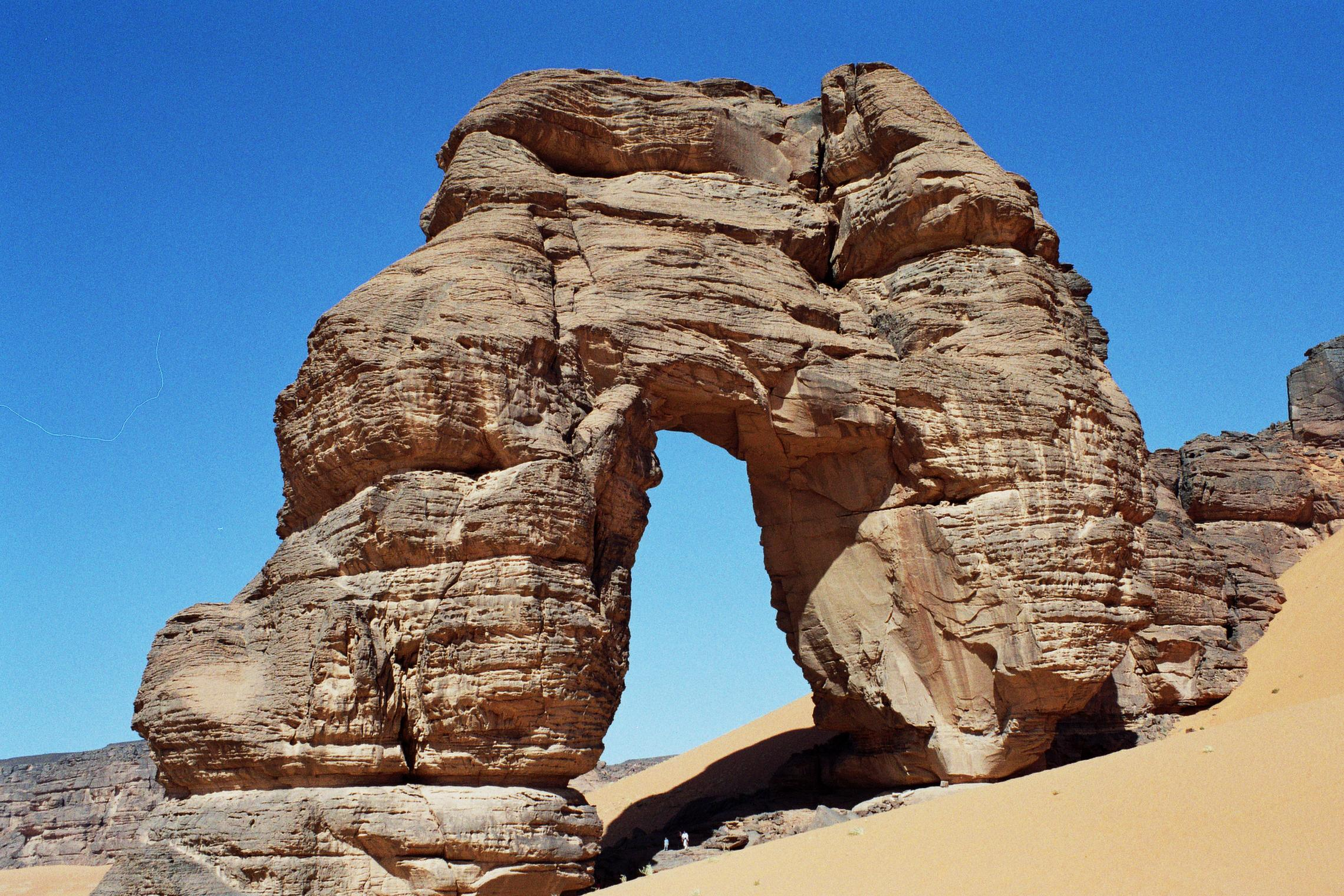
Arche d'Afazedjar
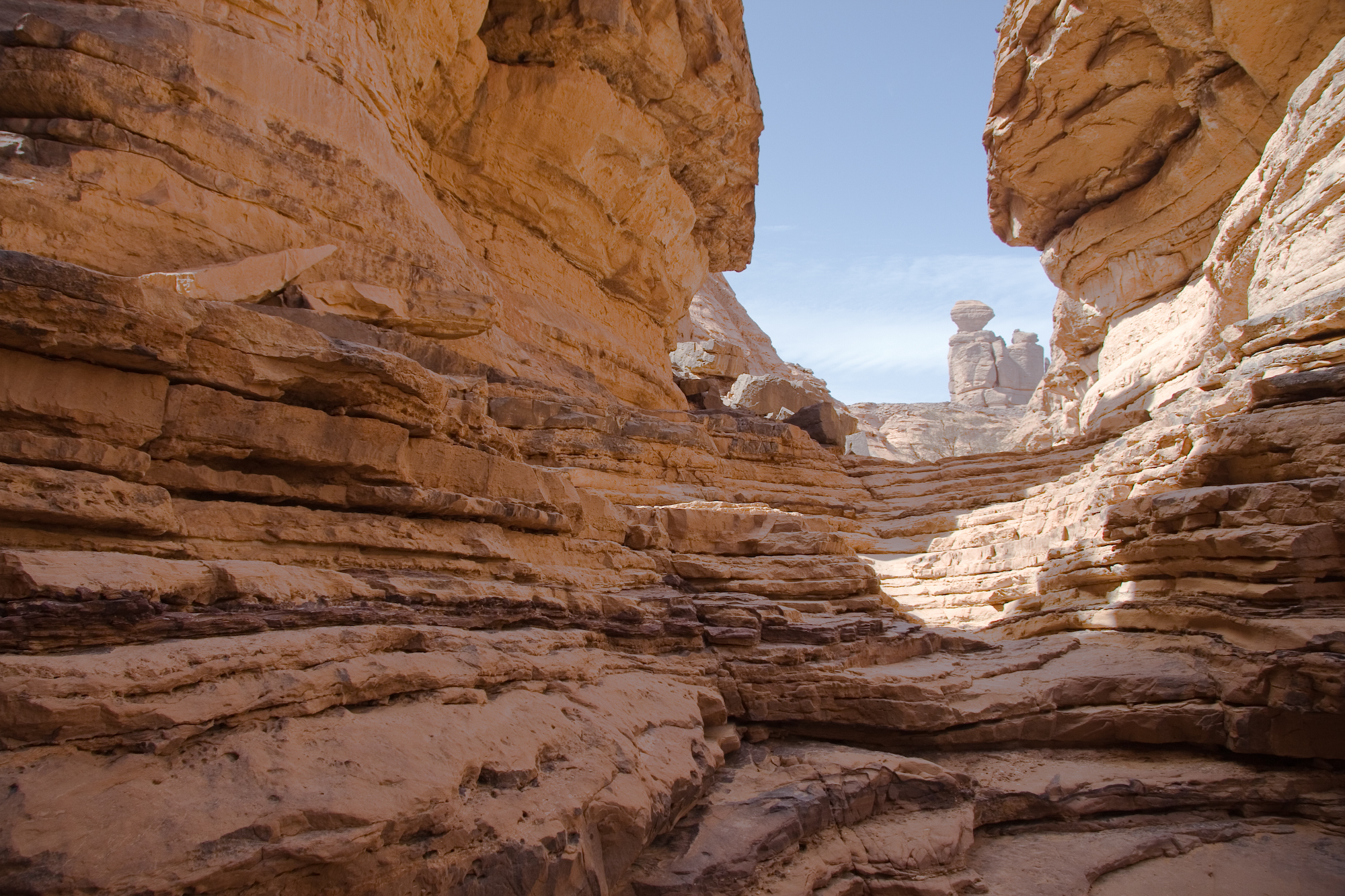
Formations rocheuses
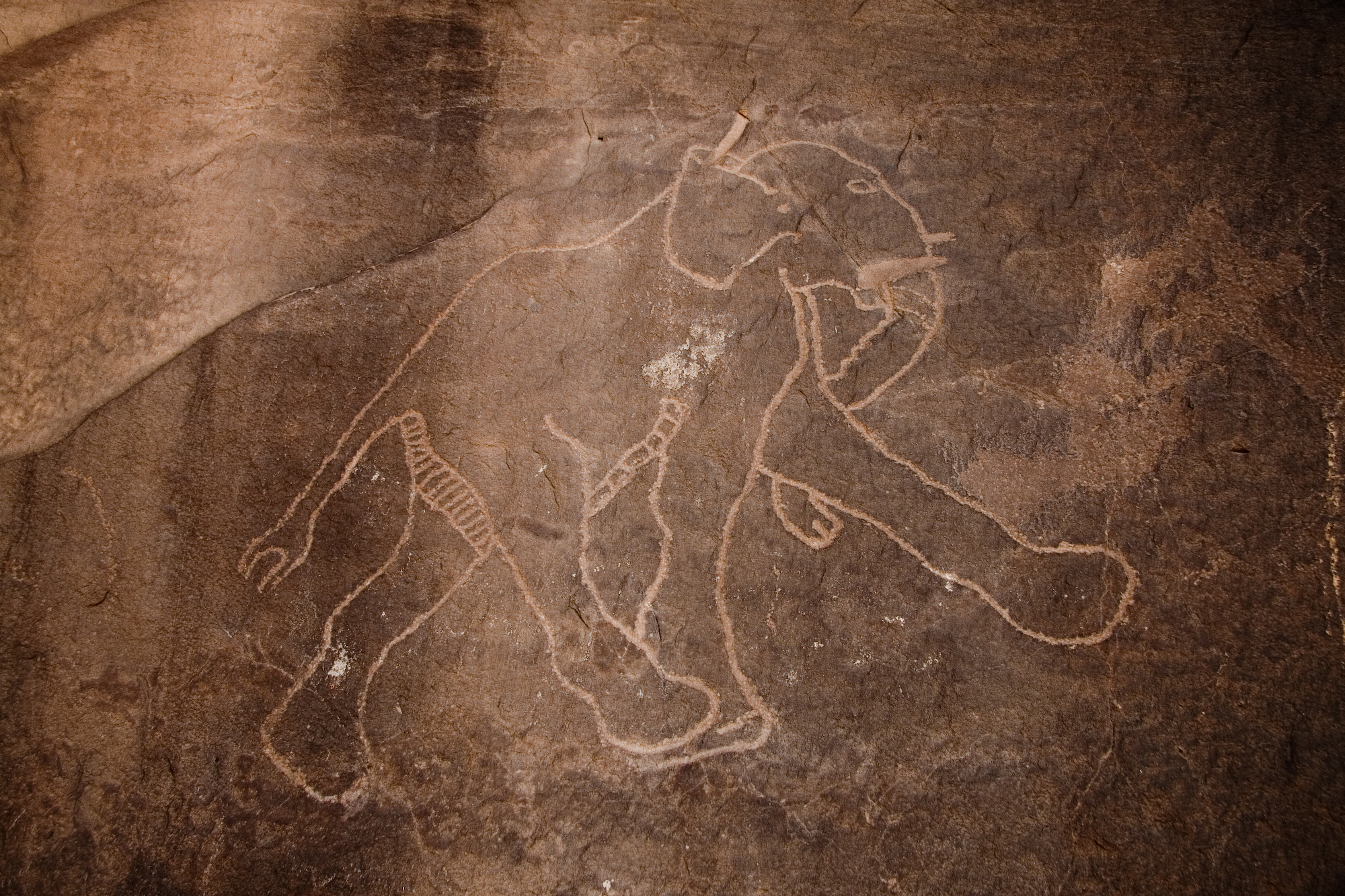
Éléphant
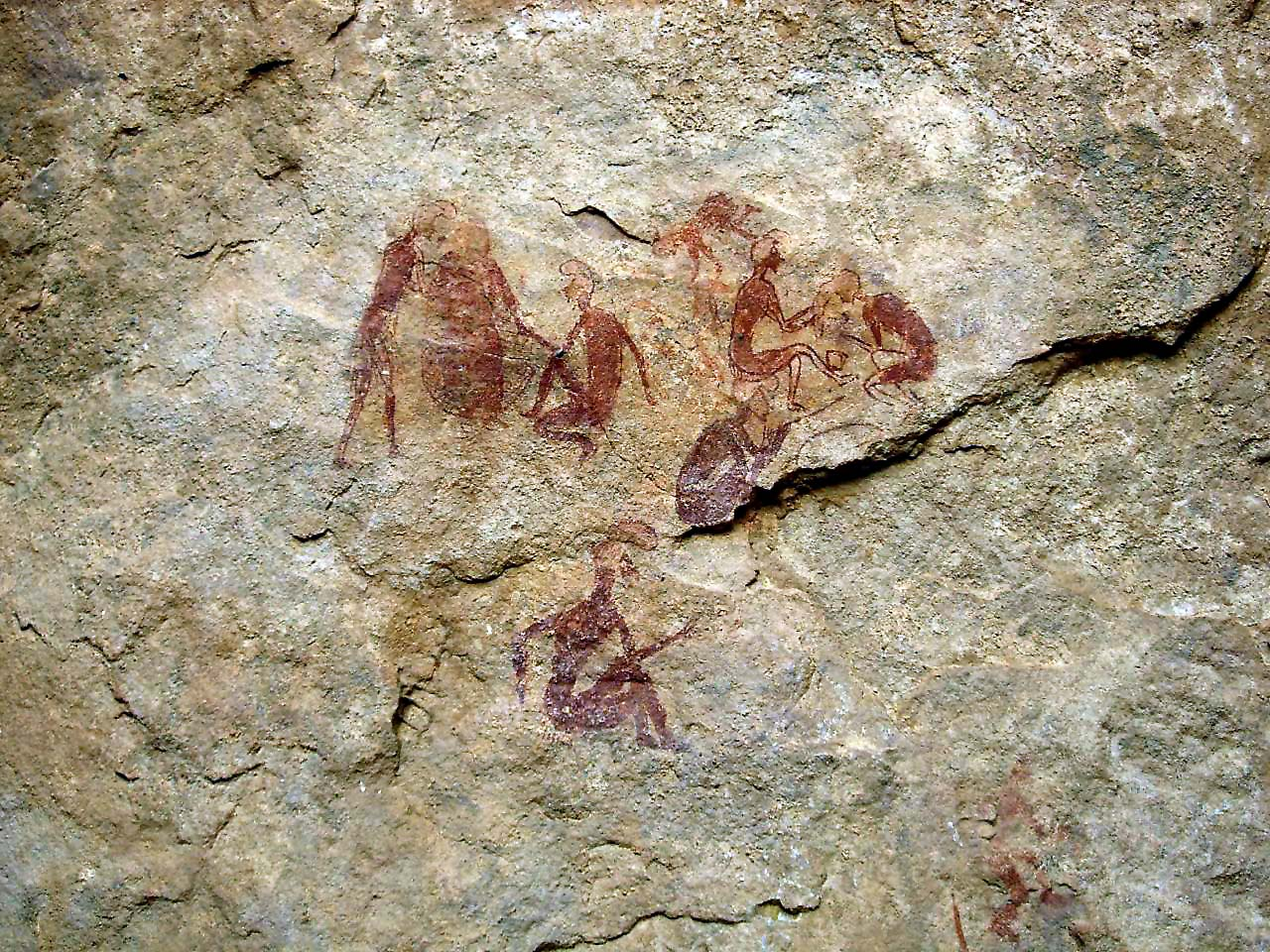
Figures humaines
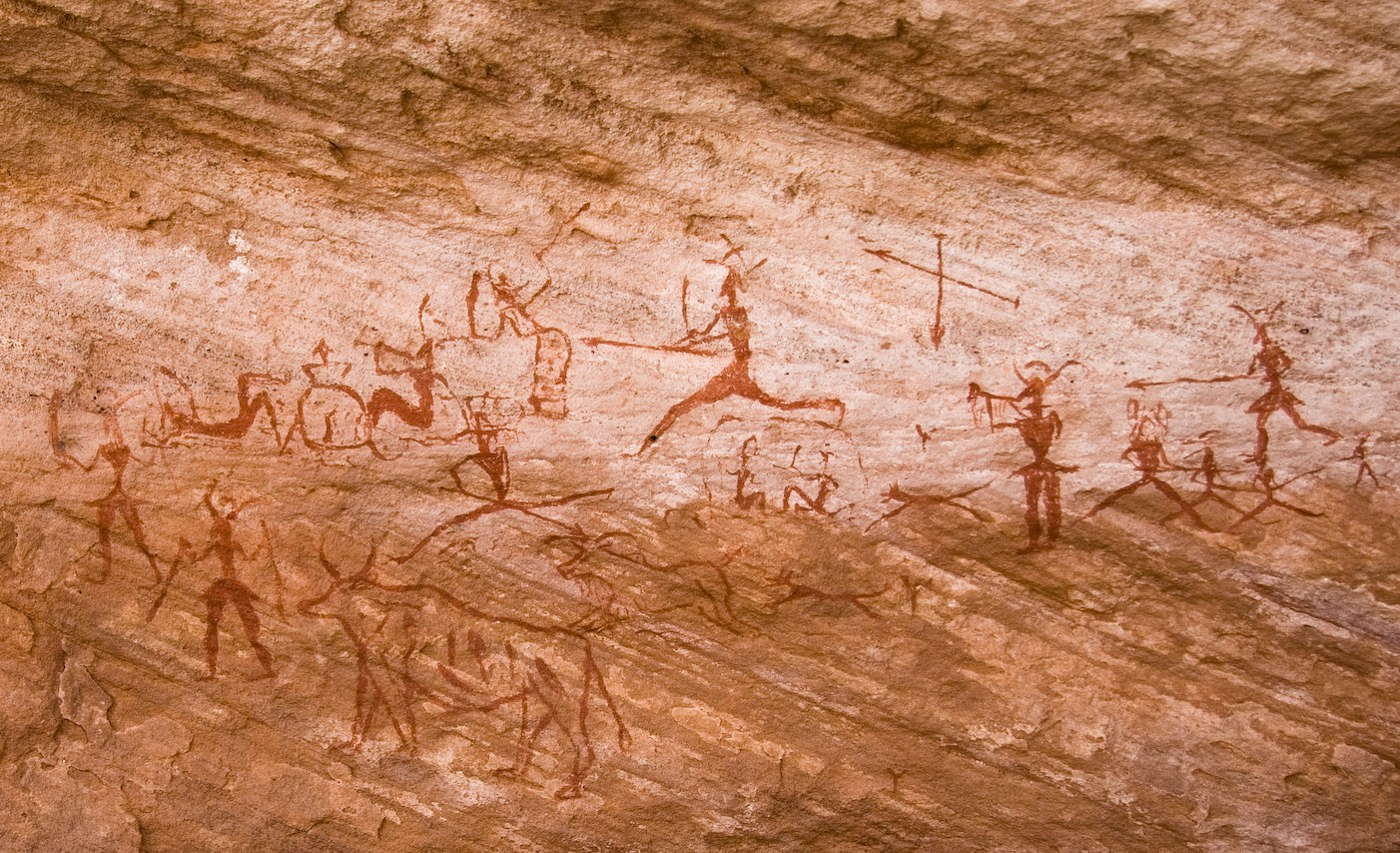
Scène composite